# Онобасулу
Онобасулу (Onabasulu, Onobasulu) — папуасский язык, на котором говорят в провинции Саутерн-Хайлендс (Южное Нагорье) в Папуа — Новой Гвинее, между горами Босави и Сиса.
Онобасулу используют в письменной и устной речи в дошкольных учреждениях и при обучении взрослых, из которых 75 % в возрасте до 25 лет (300 человек могут читать на нём, а 200 писать). Кроме родного языка также используются языки английский, калули, ток-писин, хули, эдоло.